# Štiavnické Bane
Štiavnické Bane jsou obec na Slovensku v okrese Banská Štiavnica v Banskobystrickém kraji.

## Historie
V roce 1648 zřídili v obci báňskou erární nemocnici při kostelu, kterou byla koncem 19. století přestěhována do Banské Štiavnice. Obec se do roku 1948 nazývala Piarg, od té doby nese svůj dnešní název.

## Památky
V obci je římskokatolický kostel sv. Josefa z roku 1734 a kaple sv. Jana Nepomuckého. Od roku 1995 je v obci zřízená městská památková rezervace.

## Osobnosti
- Maximilian Hell (1720–1772) – slovenský astronom, matematik a fyzik.
- Emil Vajcík (Vaitzik) (1867–1936) – významný rodák, lesní inženýr a entomolog.
- Vojtech Tuka (1880–1946) – politik, válečný zločinec a předseda vlády první Slovenské republiky.
- Ján Botto Maginhradský – autor Smrti Jánošikovej, zde ve funkci báňského inženýra.